# Auxilium Pallacanestro Torino 1980-1981
La Auxilium nel 1980-1981, sponsorizzata Grimaldi, ha giocato in Serie A1 piazzandosi al sesto posto nella stagione regolare e raggiungendo i quarti di finale ai playoff.

## Roster
|    | Naz.                   | Ruolo | Sportivo           | Anno | Alt. | Peso | Note |
| -- | ---------------------- | ----- | ------------------ | ---- | ---- | ---- | ---- |
| 4  | Italia (bandiera)      | C     | Piero Mandelli     | 1958 |      |      |      |
| 6  | Italia (bandiera)      | G     | Giuseppe Brumatti  | 1948 | 190  |      |      |
| 8  | Italia (bandiera)      | P     | Maurizio Benatti   | 1955 | 183  |      |      |
| 9  | Italia (bandiera)      | P     | Carlo Della Valle  | 1962 | 197  |      |      |
| 10 | Italia (bandiera)      | P     | Biagio Fioretti    | 1958 | 204  | 87   |      |
| 11 | Italia (bandiera)      | A     | Marietta Alberto   | 1955 | 200  | 88   |      |
| 12 | Stati Uniti (bandiera) | A     | Dave Speicher      | 1955 |      |      |      |
| 12 | Stati Uniti (bandiera) | A     | Lavan Williams     | 1958 | 201  | 95   |      |
| 13 | Italia (bandiera)      |       | Paolo Arucci       | 1960 |      |      |      |
| 14 | Italia (bandiera)      | A     | Romeo Sacchetti    | 1953 | 199  | 112  |      |
| 15 | Stati Uniti (bandiera) | C     | Ernst Wansley      | 1956 | 211  | 107  |      |
|    | Italia (bandiera)      |       | Alessandro Franzin | 1953 |      |      |      |

### Staff tecnico
Capo allenatore: Giovanni Asti
Assistente: Federico Danna
Assistente: Giorgio Bongiovanni
Massaggiatore: Giovanni Roberto
Medico: Roberto Carlin

## Risultati
- Serie A1:
- stagione regolare: 6ª classificata;
- play off: quarti di finale